# Korea JoongAng Daily
Korea JoongAng Daily és l'edició anglesa del diari nacional sud-coreà JoongAng Ilbo. El diari es va publicar per primera vegada el 17 d'octubre de 2000, originalment anomenat JoongAng Ilbo English Edition. Publica principalment notícies i reportatges de periodistes, i algunes històries traduïdes del diari coreà.
Korea JoongAng Daily és un dels tres diaris anglesos principals a Corea del Sud juntament amb The Korea Times i The Korea Herald. El diari es publica amb una edició diària de The New York Times i es troba a les oficines principals del JoongAng Ilbo a Sangam-dong, Mapo-gu i Seül.